# Reggiane Re.2000
De Reggiane Re.2000 was een Italiaans jachtvliegtuig van de firma Reggiane dat gebruikt werd door de Italiaanse en Hongaarse luchtmacht tijdens de Tweede Wereldoorlog.
De Re.2000 was een metalen laagdekker. Tijdens de ontwikkelingsfase was het toestel veelbelovend en kon het de Duitse Me-109E de baas in oefengevechten. Het toestel kwam in dienst in 1940 maar door de vele kinderziekten zette de Italiaanse luchtmacht (Regia Aeronautica) haar kaarten op andere modellen. De Re.2000 werd wel gebruikt door de Hongaarse luchtmacht aan het Oostfront.